# Paul Raci
Paul Raci, född 7 april 1948 i Chicago, är en amerikansk skådespelare som var nominerad i kategorin Bästa manliga biroll vid Oscarsgalan 2021 för sin roll i filmen ”Sound of Metal”. 